# Phytolacca
El género Phytolacca,  son plantas perennes nativas de Norteamérica, Sudamérica, este asiático y Nueva Zelanda. Contiene fitolacatoxina y fitolacigenina, venenosos para mamíferos, no así para las aves.

## Descripción
Son plantas de 30 cm a 15 m de altura, con hojas simples alternas, apuntadas, con bordes rugosos. Frecuentemente el tallo es rosa o rojo. Las flores son blanco verdosas, en largas vainas al final de las ramas. Desarrollan drupas púrpuras negruzcas.
Phytolacca dioica (ombú) crece como un árbol en las pampas rioplatenses, dando sombra en los extensos pastizales. Es un símbolo de Argentina y Uruguay y de la cultura de sus gauchos.

## Usos
Las hojas jóvenes de Phytolacca americana se hierven tres veces para reducir la toxina, cambiando el agua después de cada hervor. El resultado es una ensalada y ocasionalmente disponible comercialmente. Aunque se hierva tres veces, quedan trazas de la toxina. Cuando se fríe, pierde totalmente esas toxinas, y queda de un rico sabor tropical.

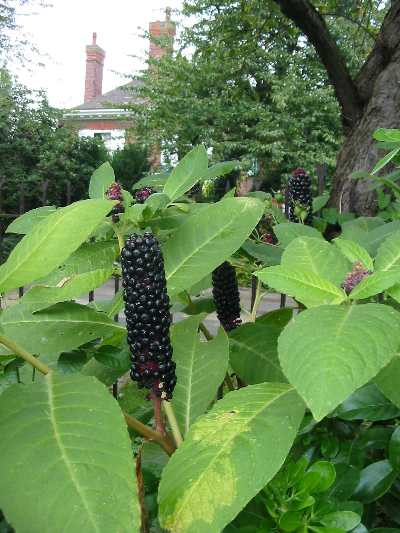
Un cultivar de jardín de P. americana con grandes frutos.

En 1989, Akliku Lemma y Legesse Wolde-Yohannes recibieron el Right Livelihood Award por su investigación sobre la planta Phytolacca dodecandra como medida preventiva para tratar la esquistosomiasis.[cita requerida]
Las bayas dan una tinta roja y un tinte muy usado por los nativos americanos para decorar sus cabalgaduras. El jugo rojo ha sido usado para simbolizar sangre, como las protestas contra la esclavitud de Benjamin Lay.[cita requerida]
Sirve como planta ornamental, principalmente por sus bellos frutos.

## Taxonomía
El género fue descrito por Carlos Linneo y publicado en Species Plantarum 1: 441. 1753. La especie tipo es: Phytolacca americana L.
Etimología
Phytolacca: nombre genérico que deriva de las palabras griegas: φυτόν ( Phyton ), que significa "planta", y la palabra latína lacca = "un rojo tinte".

## Especies

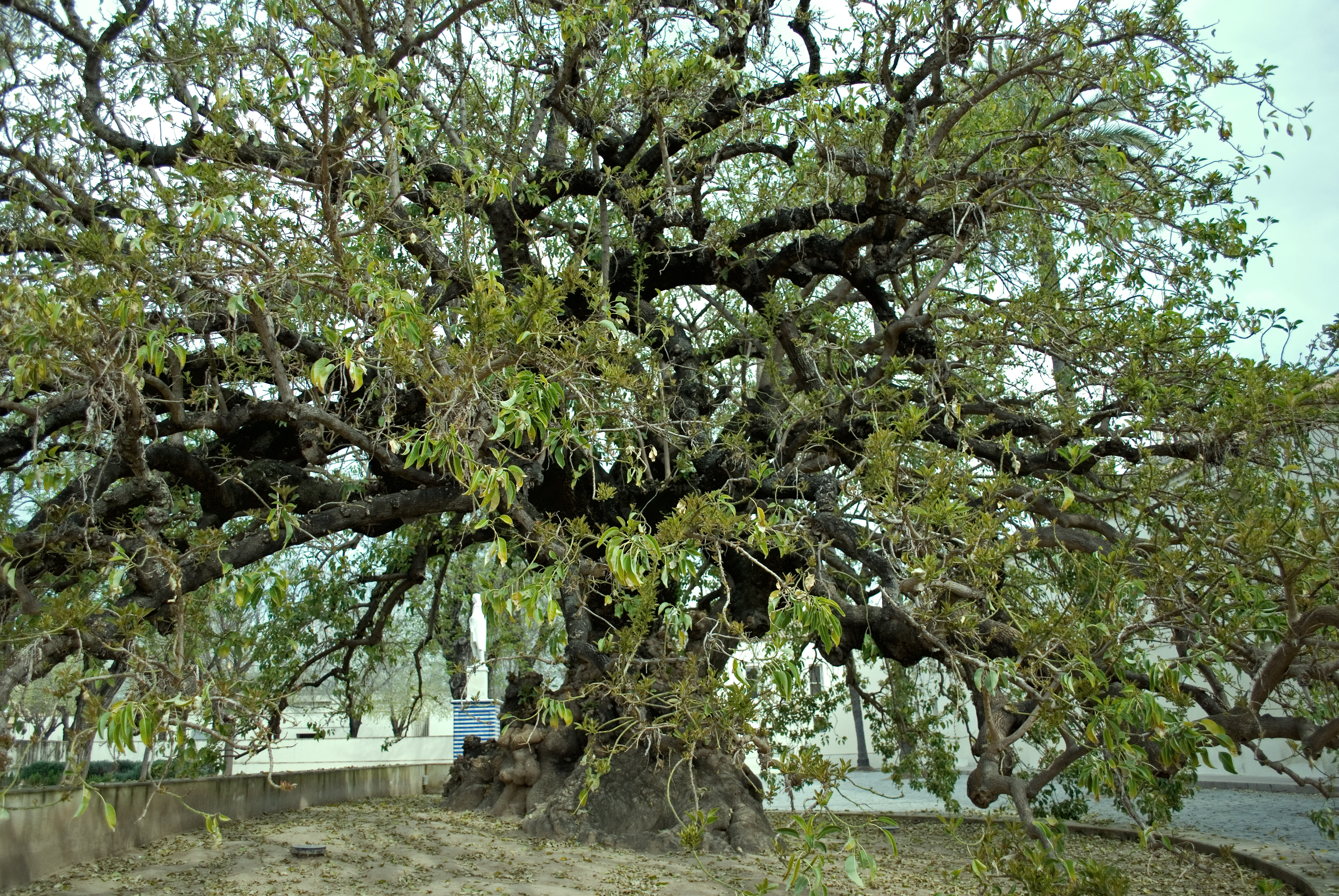
P. dioica (ombú) es un árbol de madera blanda

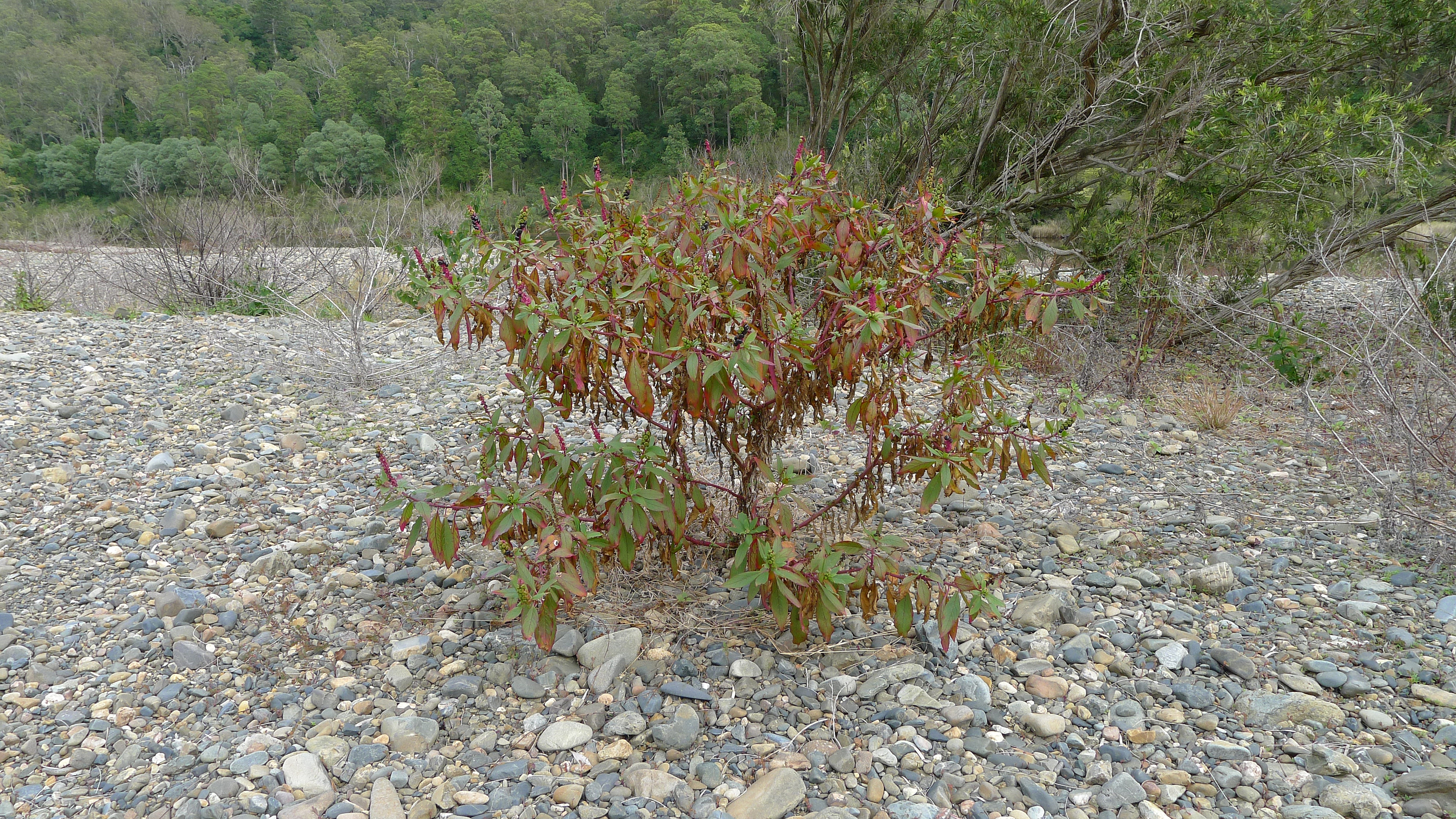
Parque Nacional Nymboida, NSW, Australia

A continuación se brinda un listado de las especies del género Phytolacca aceptadas hasta mayo de 2011, ordenadas alfabéticamente. Para cada una se indica el nombre binomial seguido del autor, abreviado según las convenciones y usos.
- Phytolacca acinosa Roxb.
- Phytolacca americana L.
- Phytolacca americana var. rigida (Small) Caulkins & R.E.Wyatt
- Phytolacca bogotensis Kunth; nombre común: guaba, altasara, cargamanta, cargamanto, hierba de culebra, jaboncillo, maíz de perro, mantavieja, tintamorada o yerba de culebra.[6]
- Phytolacca chilensis (Miers ex Moq.) H.Walter
- Phytolacca dioica L.; nombre común: ombú
- Phytolacca dodecandra L'Hér.
- Phytolacca esculenta Van Houtte
- Phytolacca heptandra Retz.
- Phytolacca icosandra L.; nombre común: guaba, altasara, atusara, cargamanta, hierba de culebra, jaboncillo, maíz de perro, matavieja, saúco o yerba de culebra.[6]
- Phytolacca japonica Makino
- Phytolacca latbenia (Moq.) H. Walter
- Phytolacca meziana H. Walter
- Phytolacca octandra L.
- Phytolacca polyandra Batalin
- Phytolacca rivinoides Kunth & C.D.Bouché; nombre común: guaba, airambo, altusa, altusara morado,antusara, atonsora, atusara, calamanta, cargamanta, cargamanto, carurú, guagua, jaboncillo, juíbaro, lechuguilla, lusara o yerba de culebra.[6]
- Phytolacca rugosa A.Braun & C.D.Bouché
- Phytolacca sanguinea H.Walter
- Phytolacca tetramera Hauman
- Phytolacca thyrsiflora Fenzl ex J.A.Schmidt
- Phytolacca weberbaueri H. Walter